# Juan Manuel Eguiagaray
Juan Manuel Eguiagaray Ucelay (ur. 25 grudnia 1945 w Bilbao, zm. 29 maja 2025) – hiszpański i baskijski polityk oraz ekonomista, parlamentarzysta, w latach 1991–1996 minister.

## Życiorys
Z wykształcenia ekonomista, absolwent Universidad de Deusto w Bilbao. Doktoryzował się w zakresie prawa na tej samej uczelni. Kształcił się również w Nancy. Został nauczycielem akademickim na wydziale ekonomicznym macierzystego uniwersytetu, dochodząc na nim do stanowiska profesora.
W 1977 został członkiem związku zawodowego Unión General de Trabajadores (UGT) i Hiszpańskiej Socjalistycznej Partii Robotniczej (PSOE). W 1979 dołączył do władz baskijskiego oddziału PSOE (PSE-EE), był zastępcą sekretarza generalnego tej partii i członkiem komitetu wykonawczego ogólnokrajowej struktury swojego ugrupowania. Pełnił funkcję radnego Bilbao i członka władz prowincji Biskaja. W latach 1980–1988 zasiadał w parlamencie Kraju Basków. Był rządowym przedstawicielem w Murcji (1988–1989) i Kraju Basków (1989–1991). W 1988 wchodził w skład rządowej delegacji prowadzącej w Algierze nieskuteczne negocjacje z organizacją terrorystyczną ETA.
W marcu 1991 dołączył do rządu Felipe Gonzáleza jako minister administracji publicznej i polityki terytorialnej. W lipcu 1993 w kolejnym gabinecie został ministrem przemysłu i energii, urząd ten sprawował do maja 1996. W latach 1996–2002 wykonywał mandat posła do Kongresu Deputowanych VI i VII kadencji.
Po odejściu z polityki powrócił do działalności dydaktycznej jako profesor na Universidad Carlos III de Madrid. Był doradcą w przedsiębiorstwie Arco Valoraciones i członkiem rady dyrektorów w EADS-CASA. Został też dyrektorem do spraw naukowych w think tanku Fundación Alternativas.